# Ignaz von Szyszyłowicz
Ignaz von Szyszylowicz ( * 30 de julio de 1857 - 17 de febrero de 1910) fue un botánico polaco nacido en Granica (Sosnowiec).
Fue coautor de la Parte III.6 Caryocaraceae, Marcgraviaceae, Theaceae, Strasburgeriaceae del texto de Engler & Carl Prantl Die natürlichen Pflanzenfamilien (The Natural Plant Families), Leipzig, 1887.
Fue profesor de Botánica en Lemberg.
- La abreviatura «Szyszyl.» se emplea para indicar a Ignaz von Szyszyłowicz como autoridad en la descripción y clasificación científica de los vegetales.[1]